# Tsutomu Hanahara
Tsutomu Hanahara (jap. 花原勉 Hanahara Tsutomu; ur. 3 stycznia 1940 w prefekturze Yamaguchi, zm. 5 lutego 2024) – japoński zapaśnik walczący w stylu klasycznym. Mistrz olimpijski z Tokio 1964, w kategorii 52 kg.
Brązowy medalista mistrzostw świata w 1967; szósty w 1961 i 1958. Wicemistrz igrzysk azjatyckich w 1962 roku.